# Varpusaari (ö i Södra Savolax, Nyslott)
Varpusaari är en ö i Finland. Den ligger i sjön Pihlajavesi och i kommunen Nyslott i  landskapet Södra Savolax, i den sydöstra delen av landet, 290 km nordost om huvudstaden Helsingfors. Öns största längd är 15 kilometer i öst-västlig riktning.